# Eden Donatelli
Eden Donatelli (Mission, 19 luglio 1970) è una pattinatrice di short track canadese. Si è laureata campionessa del mondo nei 500 metri a Montrèal 1987. Ai Giochi olimpici di Calgary 1988 ha vinto la medaglia d'argento nei 500 metri e il bronzo nella staffetta 3.000 metri.

## Palmarès
- Giochi olimpici

Calgary 1988: argento nei 500 m; bronzo nella staffetta 3.000 m;
- Campionati mondiali di short track

Montrèl 1987: oro nei 500 m